# Corynebacterium glutamicum
Corynebacterium glutamicum – bakteria Gram-dodatnia należąca do rodziny Corynebacteriaceae. Jest to względnie beztlenowy, nieprzetrwalnikujący, mezofilny maczugowiec o wymiarach 0,7–1,0 × 1,0–3,0 μm. Znajduje duże zastosowanie w produkcji aminokwasów, kwasów organicznych oraz witamin.

## Historia
Bakteria Corynebacterium glutamicum została po raz pierwszy wyizolowana przez Shukuo Kinoshita, Shigezo Udaka i Masakazu Shimono w 1956 z próbki gleby pobranej w Ueno Zoo położonego w Tokio.
Screening przeprowadzono poprzez wykonywanie licznych posiewów próbek pobranych ze środowiska. Przygotowane hodowle poddawano następnie wpływowi silnego promieniowania UV, następnie zabite bakterie pokryto podłożem agarowym zaszczepionym bakteriami z gatunku Leuconostoc mesenteroides P-60. Bakterie te są auksotrofami wobec kwasu glutaminowego, wzrost kolonii bakteryjnych należących do tego gatunku świadczył więc o obecności w podłożu kwasu glutaminowego.
Gatunek ten początkowo znany był jako Micrococcus glutamicus, następnie jako Brevibacterium flavum, po to by ostatecznie nadać mu obecną nazwę.

## Charakterystyka
Bakterie należące do rzędu Corynebacteriales charakteryzują się nieco inną budową powłoki komórkowej, w porównaniu do innych bakterii Gram-dodatnich. Oprócz błony komórkowej i ściany komórkowej obecna jest również zewnętrzna powłoka. Błona ta złożona jest z arabinogalaktanu połączonego z kwasami mikolowymi o 22-36 atomach węgla.
Na powierzchni bakterii z gatunku Corynebacterium glutamicum obecna jest również warstwa S-layer. Składa się ona z białka PS2, kodowanego przez gen cspB. Długość białka PS2 zależy od konkretnej bakterii. W przeprowadzonej analizie komparatywnej 28 szczepów, długość białka PS2 wahała się pomiędzy 490 i 510 aminokwasami. Genu cspB nie posiadają dwa szczepy C.glutamicum, ATCC 13032, ATCC 21831.
Powstałe w wyniku podziału dwie komórki potomne pozostają połączone ze sobą, tworząc charakterystyczną strukturę w kształcie litery V. Komórki w koloniach często układają się również w grupy przypominające palisady.
Według danych NCBI na chwilę obecną zsekwencjonowano w całości genomy 28 szczepów, Corynebacterium glutamicum, natomiast 40 genomów zsekwencjonowanych jest częściowo, w formie contigów lub scaffoldów. Wielkość genomu waha się w granicach 2,84 – 3,36 Mb, zawartość GC w genomie natomiast w granicach 53,8 – 54,3%. Pierwszym szczepem, którego genom został w całości zsekwencjonowany jest szczep ATCC 13032, jest to genom o wielkości 3,31 Mb i zawartości GC na poziomie 53,8%.
Analiza pangenomiczna 8 dzikich szczepów C. glutamicum (ATCC 13032, ATCC 14067, ATCC 13869, ATCC 13870, R, AS1.299, AS1.542, and T6-13) wykazała obecność 2359 genów w genomie rdzeniowym gatunku, dowiedziono również, że gatunek ten charakteryzuje się pangenomem otwartym. Do genomu pomocniczego C. glutamicum należą takie geny jak: gen kodujący dehydrogenazę glutaminianową (gdh), czy gen cspB kodujący białko PS2.
W bakteriach z gatunku C. glutamicum wykryto obecność 22 plazmidów.Część z nich tak jak plazmidy R: pAG1, pCG4, pTET3 i pXZ10145 zawierają geny warunkujące antybiotykooporność przeciwko tetracyklinie (geny tet(Z) i tet(33)), streptomycynie (geny aadA2 i aadA9), chloramfenikolu i sulfonamidom.
Do cech charakterystycznych genomu należy obecność regionów HGC1, regionu o długości ok. 20 kbp o wysokiej zawartości GC (66%) oraz LGC1, regionu o stosunkowo niskiej zawartości GC (41–49%). W genomie C. glutamicum wykryto również co najmniej 24 elementy insercyjne, które mogły zostać przeniesione w wyniku transferu horyzontalnego. Elementy te najczęściej znajdują się na granicach regionów wyróżniających się zawartością GC, np. HGC1.
Badania porównawcze, podczas których analizowano kolejność ułożenia genów wykazały duży stopień podobieństwa pomiędzy trzema gatunkami z rodzaju Corynebacterium (C. glutamicum, C. efficiens i C. diphtheriae). Możliwą przyczyną tej wyjątkowej stabilności genetycznej jest brak genów recBCD kodujących rekombinacyjny system naprawczy. Brak tego systemu pozwolił na zachowanie oryginalnej kolejności genów.

## Profil biochemiczny
| aktywność sacharolityczna | aktywność sacharolityczna |
| ------------------------- | ------------------------- |
| glukoza                   | +                         |
| fruktoza                  | +                         |
| mannoza                   | +                         |
| maltoza                   | +                         |
| sacharoza                 | +                         |
| trehaloza                 | +                         |
| arabinoza                 | –                         |
| ksyloza                   | –                         |
| ramnoza                   | –                         |
| galaktoza                 | –                         |
| laktoza                   | –                         |
| rafinoza                  | –                         |
| salicyna                  | –                         |
| desktryna                 | –                         |
| skrobia                   | –                         |

| aktywność hydrolityczna | aktywność hydrolityczna |
| ----------------------- | ----------------------- |
| eskulina                | –                       |
| żelatyna                | –                       |
| kazeina                 | –                       |
| aktywność enzymatyczna  |                         |
| katalaza                | +                       |
| ureaza                  | +                       |

## Występowanie
C. glutamicum izolowano z próbek gleby zanieczyszczonej ptasimi odchodami, ścieków, obornika, warzyw i owoców.

## Znaczenie
Bakterie z gatunku C. glutamicum są wykorzystywane do produkcji związków chemicznych na skalę przemysłową. Na dużą wartość tego gatunku bakterii jako producentów, ma wpływ wiele cech, do których należą: status GRAS (Generally Recognized As Safe), szybki wzrost do wysokiej gęstości komórek w zawiesinie, stabilność genetyczna, niska aktywność zewnątrzkomórkowych proteaz, silne i łatwe w kontroli promotory, brak autolizy i utrzymanie aktywności metabolicznej w warunkach zatrzymania wzrostu, plastyczność metabolizmu, szerokie spektrum wykorzystywanych źródeł węgla, zdolność do wydzielania produkowanych białek do medium hodowlanego.
Do związków chemicznych produkowanych z udziałem C. glutamicum należą:
- aminokwasy, takie jak: kwas L-glutaminowy, L-lizyna, L-cysteina, L-arginina, L-izoleucyna, L-tryptofan, L-treonina[16],
- kwasy organiczne: kwas mlekowy, kwas bursztynowy, itakonowy[16],
- witaminy: kwas pantotenowy[7],
- alkohole: etanol, izobutanol, alkohol paczulowy[18][19],
- terpenoidy: karotenoidy, taksadien, artemizynina[18],
- białka: transglutaminaza, hEGF, amylaza, GFP, dekarboksylaza glutaminianu, scFv, hydrataza nitrylowa, Fab[20],
- antocyjany: chryzantemina (C3G)[21].